# Santeri Jacobsson
Santeri Jacobsson, född 25 november 1883 i Viborg, död 13 november 1955 i Helsingfors, var en finländsk diplomat.
Jacobsson anslöt sig i unga år till socialdemokratiska partiet. Själv av judisk börd var han en ivrig förkämpe för judarnas emancipation. Han var 1910–1917 landsförvisad till Sibirien och verkade efter återkomsten bland annat inom det kommunala livet. Han tjänstgjorde 1949–1952 som finländsk konsul i Gdynia och 1952–1953 vid utrikesministeriet.
År 1951 utgav han Taistelu ihmisoikeuksista, som behandlar judarnas kamp för medborgerliga rättigheter i Finland. 